# Endive
Diếp quăn endive (/ˈɛndaɪv, -dɪv, ˈɑːndiːv/) là rau ăn lá thuộc giống Cichorium, các loại rau ăn lá có vị đắng nhẫn tương tự khác cũng thuộc giống thực vật này. Kể ra có Cichorium endivia (diếp quăn endive), Cichorium pumilum (diếp quăn mọc dại), và Cichorium intybus (cải ô rô). Cải ô rô bao gồm các loại như diếp quăn radicchio, diếp quăn puntarelle, và diếp quăn Bỉ.
Rất dễ lầm lẫn giữa hai loài Cichorium endivia và Cichorium intybus với nhau.

## Cichorium endivia
Có 2 thứ diếp quăn endive thuần hóa (C. endivia):
- Thứ lá hẹp, lá bao ngoài có bản hẹp, xanh lá đậm và quắn (C. endivia var crispum) hay được gọi là frisée trong tiếng Anh. Ở Mỹ nó còn có tên chicorée frisée mượn cách gọi từ tiếng Pháp. Đến đây lại gây lầm lẫn thêm nữa do frisée còn chỉ cách chế biến rau ăn lá trộn với dầu cho dập và thấm vị.
- Thứ lá rộng tên thường gọi là escarole (C. endivia var latifolia), lá bao ngoài bản rộng, xanh lá lợt, vị ít đắng hơn các thứ khác. Các tên gọi khác còn có diếp quăn bản rộng, diếp quăn Bavaria, diếp quăn Batavia, grumolo, scarola, và scarole. Chế biến như các loại rau ăn lá khác như xào, nấu canh, hầm hoặc trộn xà lách.

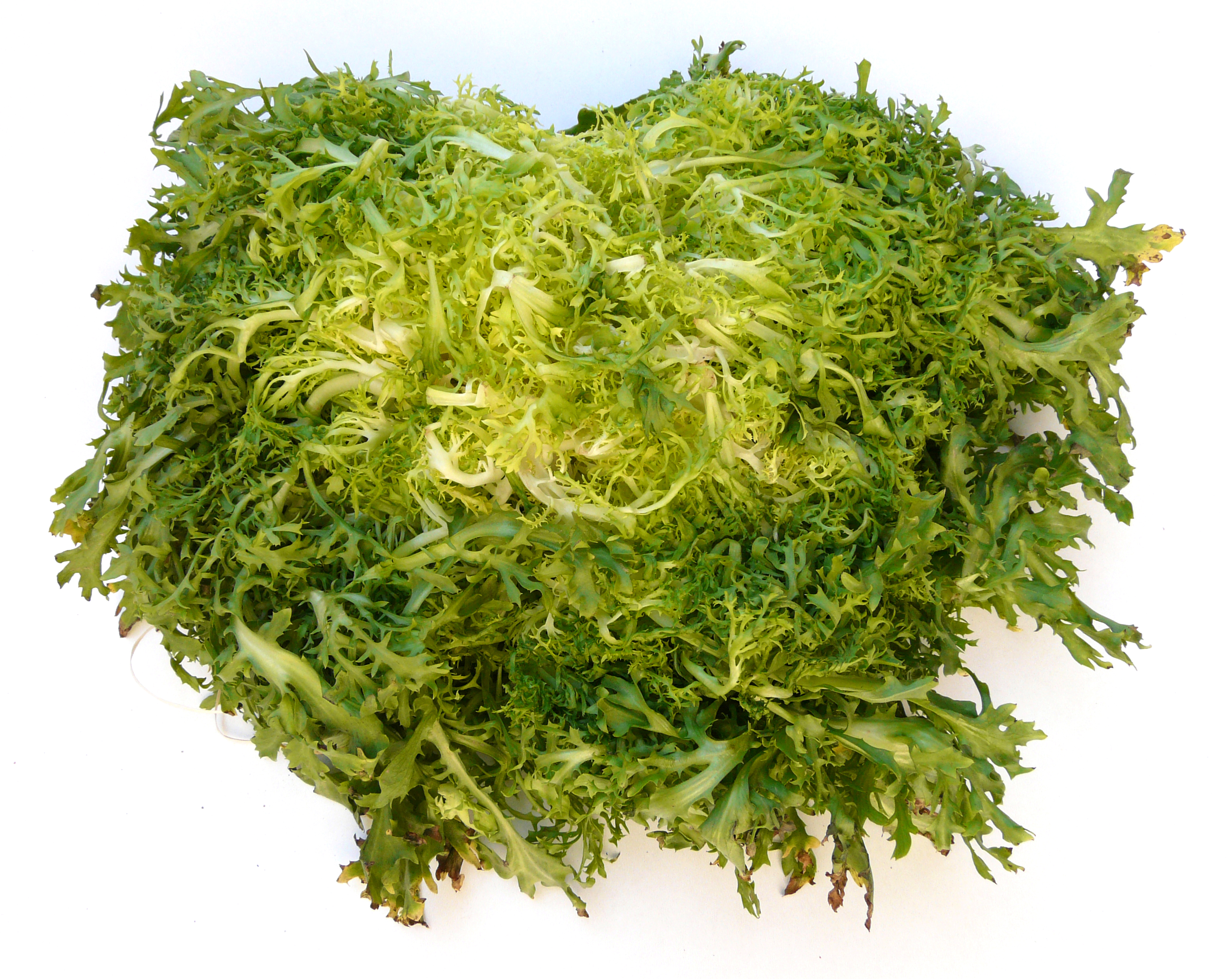
Frisée

## Cichorium intybus
Diếp quăn Cichorium intybus phổ biến ở châu Âu, được biết tới với tên cải ô rô.

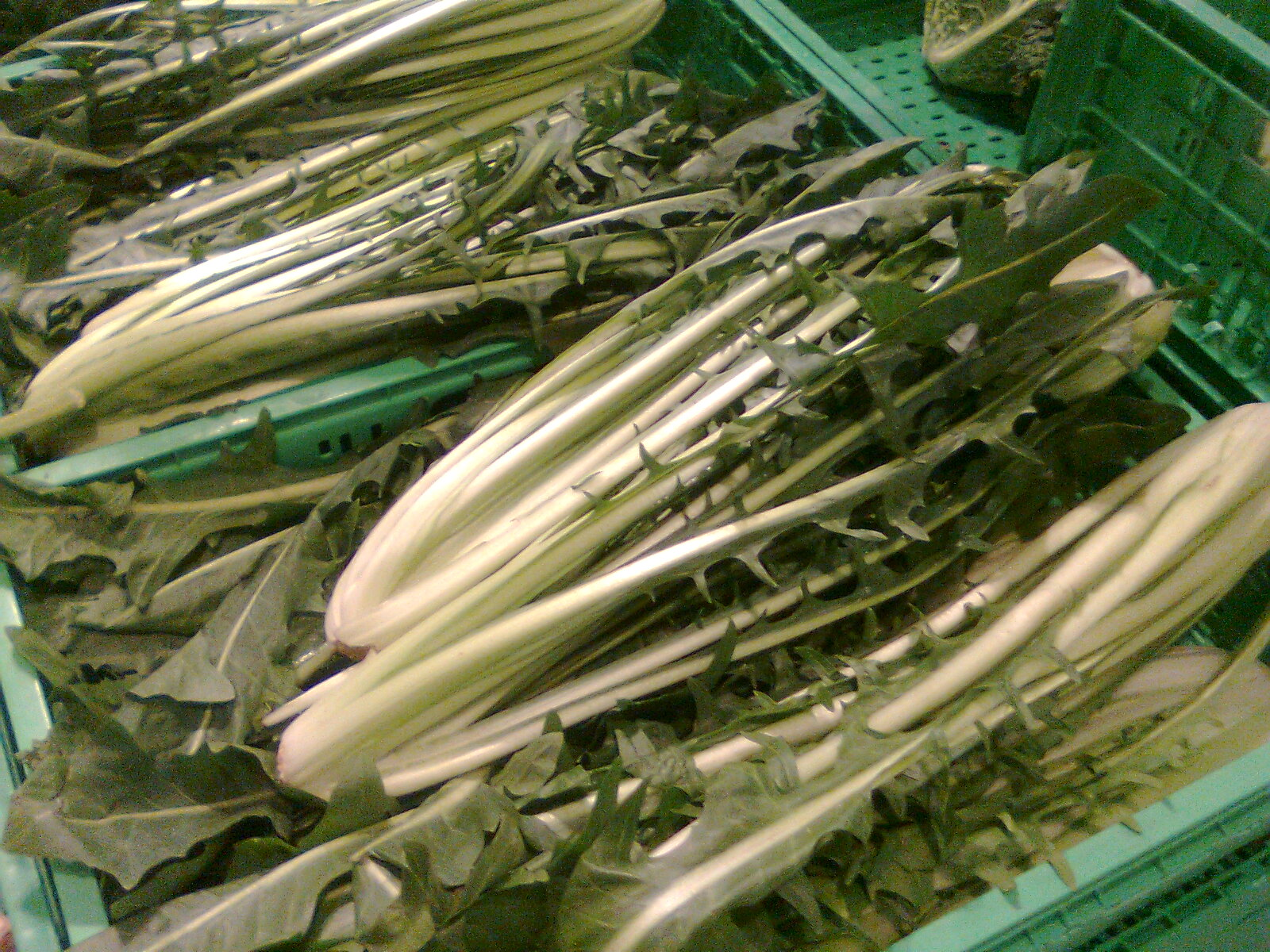
Catalogna, hay diếp quăn mũi giáo
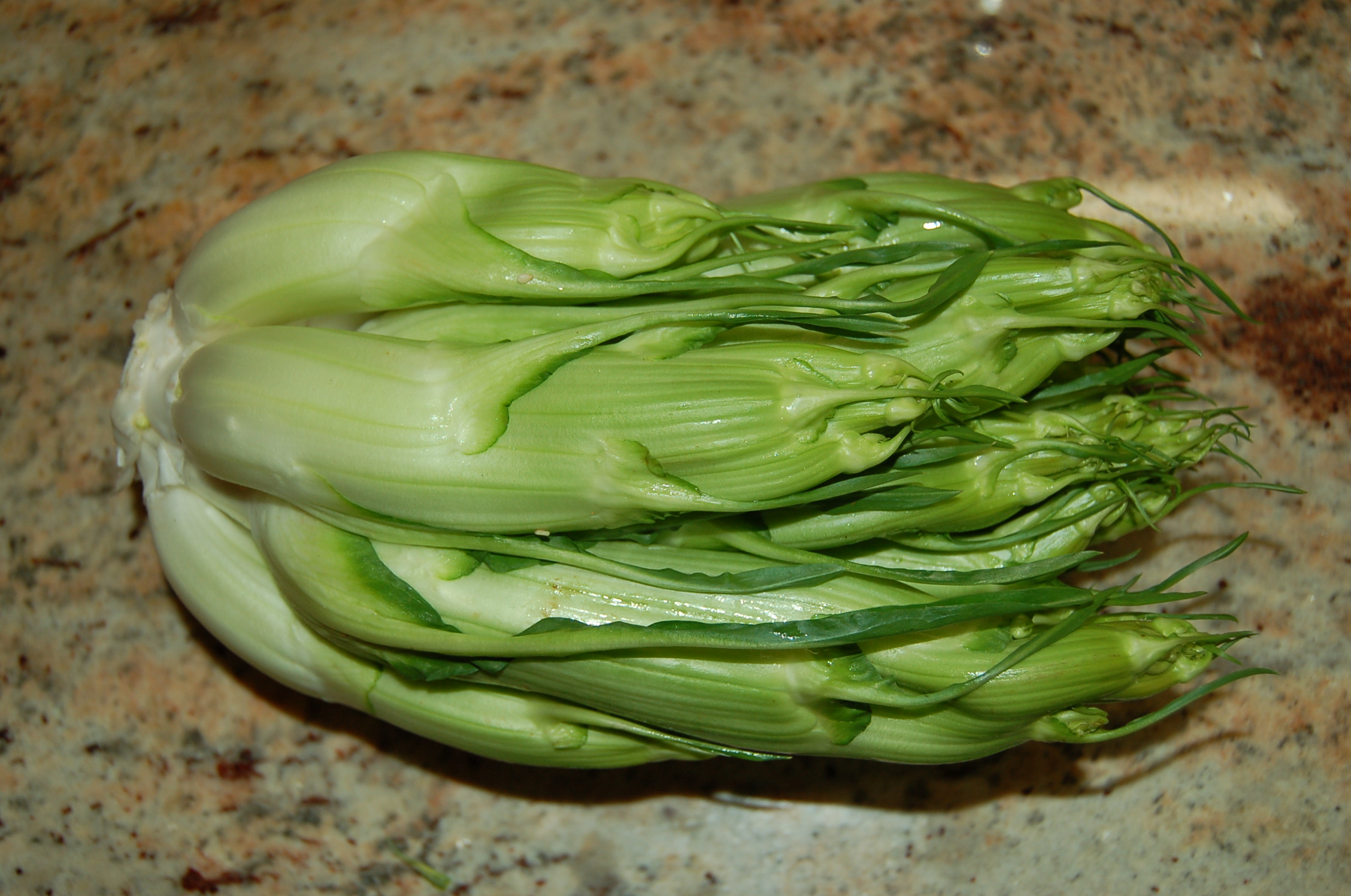
Puntarelle, búp giữa phần khoái khẩu trong diếp quăn Catalogna
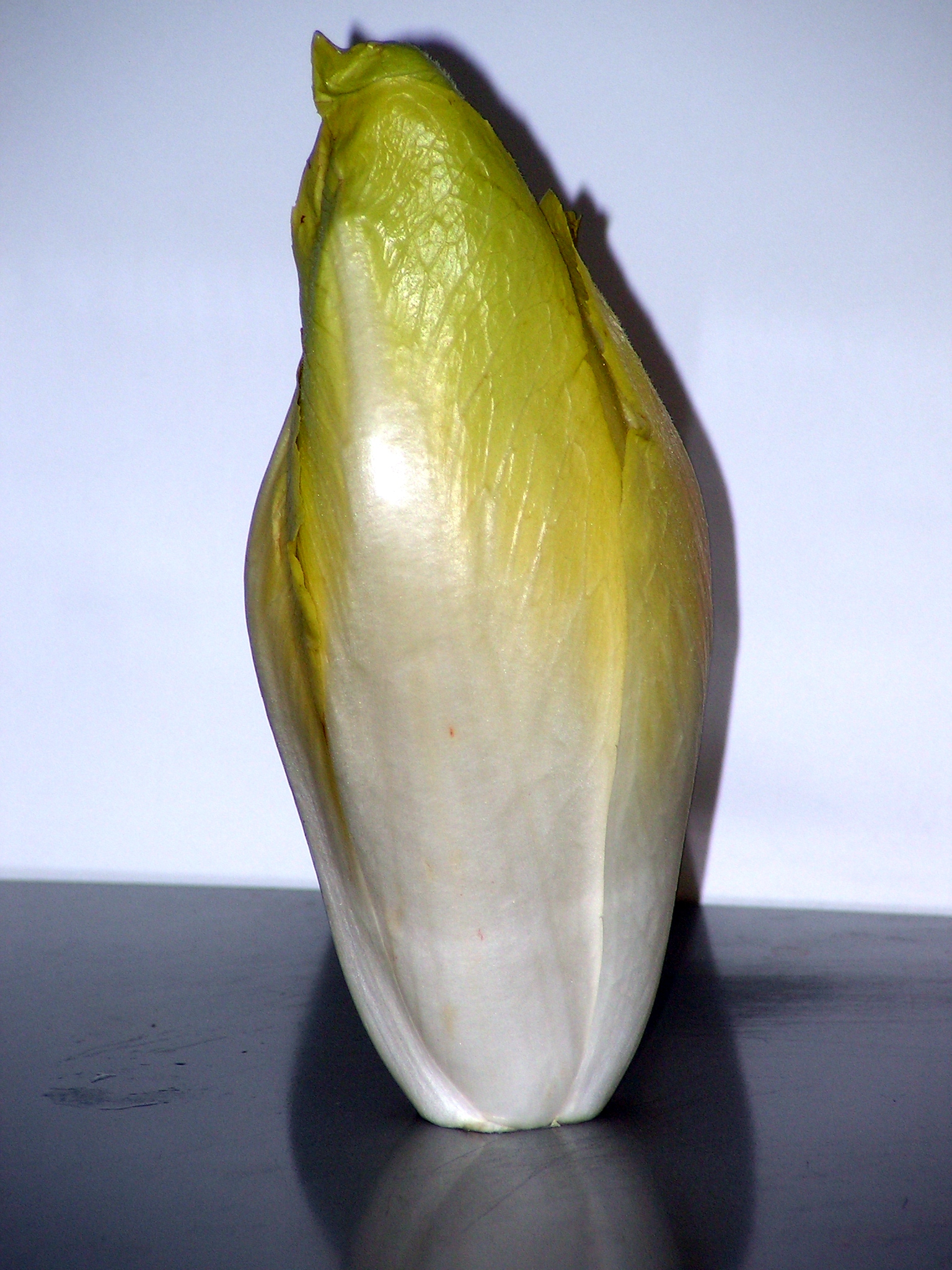
Diếp quăn Bỉ

## Thành phần hóa học
Diếp quăn endive giàu vitamin và khoáng chất, đặc biệt là folate, vitamin A, K và giàu chất xơ. Cũng có chứa kaempferol.